# Глуховская крепость
Глуховская крепость (укр. Глухівська фортеця) — оборонительные сооружения, существовавшие в XI-XVIII веках. Были центром упоминания[стиль] Глухова в Ипатьевской летописи как города Киевской Руси. В 1664 году, во время похода Польши на Левобережье, фортификационные укрепления Глухова выдержали нашествие польско-татарской армии. В 1802 году крепость была разрушена, так как потеряла своё военное значение. Единственное, что сохранилось от прежней мощи — это Киевские ворота.

## История

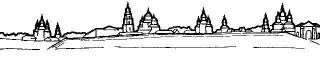
Гравюра Глуховской крепости

Глуховская крепость была построена в X-XI веках для защиты от врагов. Первое упоминание о Глухове, как крепости, датируется 1152 годом. Сначала укрепления были деревянными и располагались на холме левого берега реки Эсмань.
С приходом чумы на глуховскую землю, в 1352 году вместе с населением пришла в упадок и крепость. Работы по укреплению города возобновились лишь в 1635 году, под властью Речи Посполитой. После поражения в январе 1664 года под глуховскими бастионами польско-татарской армии короля Яна II Казимира от русско-казацкого гарнизона города, на Левобережной Украине установился порядок Русского государства. 13 августа 1685 эта крепость сгорела. Именно после этого в городе построили новую огромную общегородскую крепость, которая имела 5 ворот.
Ещё в 1724 и 1749 годах крепость восстанавливали и достраивали, придавая ей новые очертания и вид. Но в конце XVIII века она окончательно потеряла военное значение. Поэтому в 1802 году Глуховская крепость была разрушена, и в 1808 году были разровнены глубокие рвы и крепостные валы.

## Описание крепости
Городская крепость имела вид земляных укреплений ломаной формы, внутри которых лежал исторический центр города Глухова. Крепость размещалась на краю плато повышенного левого берега реки Эсмани. Глуховская крепость была обнесена со всех сторон мощными земляными валами с пушечными бастионами и воротами. Сооружённые ворота укрепления назывались по направлениям главных дорог: Киевская, Московская, Путивльская, Белопольская, Михайловская. Общая протяжённость внешних линий городских укреплений была около 2300 метров.